# Sidneioides snamoti
Sidneioides snamoti is een zakpijpensoort uit de familie van de Polyclinidae. De wetenschappelijke naam van de soort is, als Polyclinum snamoti, voor het eerst geldig gepubliceerd in 1927 door Oka.